# Jealous Mind
«Jealous Mind» es una canción interpretada por el músico británico Alvin Stardust. Fue publicada el 1 de febrero de 1974 a través de Magnet Records.

## Rendimiento comercial
«Jealous Mind» fue publicado el 1 de febrero de 1974 a través de Magnet Records como el segundo y último sencillo de su álbum debut The Untouchable. El sencillo permaneció en la lista de sencillos del Reino Unido durante 11 semanas, alcanzando el puesto #1 en la semana del 9 de marzo de 1974. También alcanzó la posición #1 en Irlanda, #5 en Alemania, #9 en Finlandia, #10 en Austria y #27 en Australia.

## Posicionamiento
| Gráfica (1974)                          | Pico de posición |
| --------------------------------------- | ---------------- |
| Alemania (Official German Charts)       | 5                |
| Australia (Kent Music Report)           | 27               |
| Austria (Ö3 Austria Top 40)             | 10               |
| Bélgica (Flandes) (Ultratop 50 Singles) | 12               |
| Bélgica (Valonia) (Ultratop 50 Singles) | 46               |
| Finlandia (Suomen virallinen lista)     | 9                |
| Irlanda (Irish Singles Chart)           | 1                |
| Reino Unido (UK Singles Chart)          | 1                |